# Tina Šimurina
Tina Šimurina (Zadar, 29. prosinca 1969.) hrvatska je novinarka, urednica, voditeljica i redateljica
Odrasla je u Biogradu na Moru, a diplomirala je na Filozofskom fakultetu u Zadru. Svoju medijsku karijeru započela je u rodnom Biogradu na Moru, gdje je na lokalnoj radijskoj postaji Radio BnM bila voditeljica programa i novinarka.
Televizijsku karijeru započela je u Informativnom programu produkcijske kuće Mreža, a kasnije je radila u političkom magazinu „5 do 12” s Tenom Perišin i Igorom Mirkovićem. Od 2000. godine radi na Hrvatskoj radioteleviziji (HRT), gdje je bila angažirana na različitim pozicijama - kao reporterka, urednica i voditeljica.
Na HRT-u je radila kao reporterka u brojnim emisijama informativnog programa: „007 tjedni pregled”, „Euromagazin”, „Paralele”, „Eurograđani”, „Paravan”, „Puni krug” te „Vijesti”. Više godina uređivala i vodila središnji „Dnevnik HTV-a”.
Godine 2006. s D. Nikolićem dobila je nagradu „Robert Schuman” za novinarski rad o Europskoj uniji.
Tina Šimurina je 2023. godine režirala svoj prvi dokumentarni film pod nazivom „Putnici”. Premijera filma održala 20. studenog u dvorani Gorgona Muzeja suvremene umjetnosti u Zagrebu.
Radnja filma govori o umjetnicima Margareti Vidmar i Draženu Pavaliću (poznatom kao Esox Lucius Ido). Film je osvojio  nagradu na DORF festivalu u Vinkovcima, nakon čega je Tina Šimurina bila predsjednica žirija na sljedećem izdanju festivala.